# Victor Ostrovsky
 (novembre 2023).
Victor Ostrovsky est un ancien agent du Mossad et essayiste israélien ayant fait défection et décidé de publier ses mémoires dénonçant les pratiques de son agence de renseignement à travers les livres By Way of Deception: The Making of a Mossad Officer (1990) et The Other Side of Deception: A Rogue Agent Exposes the Mossad's Secret Agenda (1994).

## Publications

### Livres

#### En anglais
- By Way of Deception : The Making of a Mossad Officer, St. Martin's Press, 1990, 372 p. (ISBN 978-0-9717595-0-3)
- Lion of Judah, St. Martin's Press, 1993, 313 p. (ISBN 978-0-312-10016-2)
- The Other Side of Deception : A Rogue Agent Exposes the Mossad's Secret Agenda, Harpercollins, 1994, 313 p. (ISBN 978-0-06-017635-8)
- Black Ghosts, 1994, 464 p. (ISBN 978-0-425-24146-2)

#### En français
- Mossad : Un agent des services secrets israéliens parle [« By Way of Deception: The Making of a Mossad Officer »], Presses de la Cité, 1990, 323 p. (ISBN 978-2-258-03371-9)

### Articles
- « Bungled Amman Assassination Plot Exposes Rift Within Israeli Government Over Peace Negotiations », Washington Report on Middle East Affairs (en), December 1997, p. 7-8, 92.
- « Israel's "False Information Affair" Sheds New Light On Troubled Israeli and U.S. Relations With Syria » Washington Report on Middle East Affairs, January/February 1998, p. 13-14.
- '« At Age 50, Israel Should Admit Its Responsibility to Jonathan Pollard », Washington Report on Middle East Affairs, May/June 1998, p. 45.
- « Israeli Finger on the Nuclear Trigger Could Turn the Next Israeli-Arab War Into a Conflagration », Washington Report on Middle East Affairs, December 1998, p. 48, 92.
- 'http://www.wrmea.com/backissues/1298/9812019.html « Crash of Cargo Plane in Holland Revealed Existence of Israeli Chemical and Biological Weapons Plant »], Washington Report on Middle East Affairs, December 1998, p. 19-20.
- « Combat Units Manned by West Bank Settlers Puts Trojan Horse Within the Future Palestinian State », Washington Report on Middle East Affairs, January/February 1999, p. 26, 94.
- « The Israeli-Palestinian Summit: A Reality Check », Washington Report on Middle East Affairs, August/September 2000, p. 13.